# Негретов, Павел Иванович
Па́вел Ива́нович Негре́тов (род. 2 декабря 1923, Елисаветград — 5 июня 2004. Воркута) — советский историк, писатель, публицист, литературный критик.

## Биография
Родился в семье лесничего, предки которого были старообрядцами.  Через 2 года отец умер. Отчим, железнодорожный служащий, был арестован в 1938 году.
В июне 1941 окончил школу. В июле 1941 года был призван в действующую армию, но уже в августе попал в окружение и переодетым вернулся домой. В оккупированном городе устроился на работу в мастерские по ремонту немецкой военной техники, затем на фабрику.
В результате знакомства с деятелем Национально-трудового союза нового поколения (НТСНП) Олегом Поляковым стал членом НТС.
В середине декабря 1943 году переехал в Винницу, где стал работать в военной типографии оккупантов. В январе 1944 году эвакуировался во Львов, а в апреле — в Варшаву. Работал разнорабочим. В начале 1945 прибыл в Братиславу. Работал на строительстве туннеля. После вступления в город советских войск добровольно явился в военную комендатуру.
Был принят на должность переводчика в контрразведку СМЕРШ. В конце августа 1945 вернулся на Украину, где вскоре был арестован и отправлен во Львов. В ходе следствия была установлена его принадлежность к НТСНП.
После процесса, состоявшегося в январе 1946 года, П. Негретов был осуждён на 15 лет лагерей.
Наказание отбывал в одном из воркутинских лагерей. В ноябре 1956 года был условно-досрочно освобождён. С конца того же года работал лаборантом в химической лаборатории Геологоразведочной экспедиции, с 1960 — машинистом на шахте.
Одновременно стал учиться на заочном отделении исторического факультета Ленинградского университета. В 1966 году окончил обучение, но в связи с судимостью не смог заниматься научной деятельностью.
С 1970 года стал сотрудничать с журналом «Вопросы истории». Первая публикация — о процессе Веры Засулич вышла в 1971 в «Вопросах истории».
С 1973 работал в архивах и библиотеках. В 1975 опубликовал в самиздате статью о воркутинских лагерях («Воркута»).
В 1985 году в США были опубликованы мемуары Негретова «Все дороги ведут на Воркуту». 21 августа 1986 года он был арестован по статье 70 УК РСФСР, через несколько месяцев был освобожден под подписку о невыезде.
Павел Иванович Негретов умер 5 июня 2004 года.

## Избранная библиография
- Все дороги ведут на Воркуту. — Benson : Chalidze Publication, 1985
- В. Г. Короленко. Летопись жизни и творчества. 1917—1921
- Почтовый ящик № 223. // Печальная пристань / сост. Кузнецов И. Л. — Сыктывкар : Коми кн. изд-во, 1991.
- Религиозные искания Короленко, или Фаусты и Вагнеры. «Вопросы литературы», № 6 за 1999.
- Короленко и Украина. «Вопросы литературы», № 6 за 2000.